# Браслав
Браслав или Браслау (на беларуски: Браслаў; на руски: Браслав; на полски: Brasław) е град в Беларус, административен център на Браславски район, Витебска област. Населението на града е 9829 души (по приблизителна оценка от 1 януари 2018 г.).

## История
За пръв път селището се упоменава през 1065 година.